# 클로람페니콜
클로람페니콜(chloramphenicol)은 수많은 병균 감염 치료에 유용한 항생물질의 하나이다. 여기에는 결막염 치료를 위한 안연고가 포함되어 있다. 구강으로나 수액 주사를 통해 수막염, 전염병, 콜레라, 장티푸스 치료를 위해 사용된다. 구강 또는 주사를 통한 이용은 더 안전한 항생물질을 사용하지 못할 때에만 권고된다. 치료 중에는 이틀마다 약물의 혈중 농도와 혈구 수치를 감시하는 것이 권장된다.
일반적인 부작용으로는 골수억제, 구역질, 설사가 포함된다. 골수억제는 사망으로 이어질 수 있다. 부작용 위험을 줄이기 위해 치료 기간은 가능한 단축하는 것이 좋다. 간이나 신장 질환이 있는 환자는 복용량을 낮출 필요가 있다. 회색증후군을 앓는 어린이들의 경우 배가 부어오르거나 저혈압이 발생할 수 있다. 임신 말기나 모유 수유 중에는 보통 권장되지 않는다.
클로람페니콜은 1947년 스트렙토미세스 베네주엘라이로부터 분리된 이후 발견되었다. 화학 구조가 식별되었으며 1949년 최초로 인공적으로 만들 수 있게 되었으며 미생물로부터 추출하는 대신에 만든 최초의 항생제가 되었다.:26 의료제도에 필수적인 가장 효과적이고 안전한 약물 목록인 WHO 필수 의약품 목록에 등재되어 있다. 제네릭 약품으로 판매되고 있다.
정맥주사용 제품의 개발도상국의 도매가는 약 US$0.40–1.90이다. 미국에서의 가격은 대략 $41.47이다.

## 추가 문헌
- Jardetzky, O. (1963). “Studies on the Mechanism of Action of Chloramphenicol”. 《Journal of Biological Chemistry》 238 (7): 2498–2508.